# Hemioplisis olivaria
Hemioplisis olivaria är en fjärilsart som beskrevs av Warren. Hemioplisis olivaria ingår i släktet Hemioplisis och familjen mätare. Inga underarter finns listade i Catalogue of Life.